# カージナルス (お笑いコンビ)
カージナルスは、タカとポポの2人からなるお笑いコンビ。ライムライトに所属（当時）。コントを得意としていた。

## メンバー
- タカ（本名：井口 薫仁（いぐち たかひと）、1956年12月16日 - ）

静岡県田方郡天城湯ヶ島町（現伊豆市）出身。父親の事情で、小学校時代の数年間を北海道野付郡別海町で過ごす。
沼津学園高等学校出身。身長175cm、血液型B型。
現芸名は、ガダルカナル・タカ。
- ポポ（本名：青木 隆彦（あおき たかひこ）、1958年6月1日 - ）

静岡県田方郡天城湯ヶ島町（現伊豆市）出身。
身長170cm。血液型A型。
現芸名は、つまみ枝豆。

## 略歴

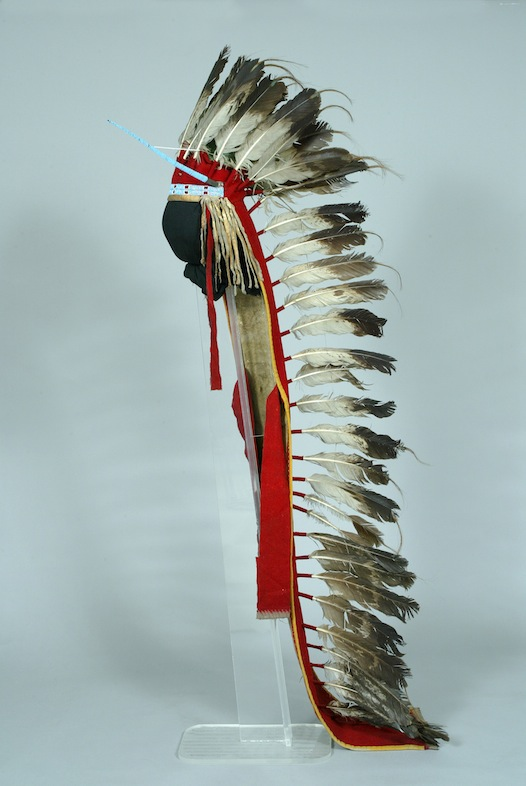
インディアンの頭部装束をコントの小道具に用いた。

- コンビ名は星セント・ルイスが大リーグのセントルイス・カージナルスから取って付けた。
- 1982年には日本テレビ系『お笑いスター誕生!!』に出場し、鷲の羽を用いたインディアンの頭部装束（en:War bonnet）を身につけたウエスタンコントなどでストレートで8週を勝ち抜き金賞を受賞、人気を得る。
- ザ・ドリフターズの偽物として台湾に招かれ、ステージでヒゲダンスを真似するなどの出来事があった[1]。
- たけし軍団に吸収合併される形で事実上解散し、タカは「ガダルカナル・タカ」、ポポは「つまみ枝豆」としてそれぞれ活動を始める。ただし2025年3月4日放送のフジテレビ系『ぽかぽか』にタカと枝豆が出演した際には双方共に「まだ正式に解散していない」ことを明かしている[2]。

## エピソード
- 幼馴染であり、一時期、タカがポポの実姉と付き合っていたこともある。これをきっかけに、タカがポポにコンビ結成を持ちかけた。
- 一度、ドリフターズの偽物としての営業では、現場に行くまで本人達も自分達が偽物役とは知らされていなかった。
- 二人の妻はどちらもフリーアナウンサー（タカ→橋本志穂、ポポ→江口ともみ）。
- ドリフターズの偽物で、現地 (台湾) の人気者になったものの、この事が日本に知られて干された。また、現地のプロモーターは金を持ち逃げして、踏んだり蹴ったりだったという。そして、この時期に当時の所属事務所も解散になったという。そんな中、食いつなぐためのポポが経営するカラオケスナック「ポプラ」に[3]、友人の東国原英夫（当時、そのまんま東）が出入りしていた。この店舗は、事務所スポンサー筋から物件をあてがわれていたという経緯で任されており、売れない時期の食い扶持を稼いでいたという[4]。なお、後述のぶっちゃあも、常連客だった。
- たけしが草野球を始める際にぶっちゃあを介して助っ人として参加。その後、2人はたけしに誘われる形で軍団入りを果たした。ぶっちゃあは当時サンミュージック所属の太川陽介らと草野球チームを結成しており、欠員の穴埋めに野球経験者のダンカンやカージナルスに声を掛けた。この試合をたけしも見に来ており、たけしもポプラへと足を運ぶことになる。この縁からたけしが草野球チーム結成時には参加するようになり、ポプラはたけし軍団結成へとつながっていく重要な場所となった[4]。